# Hugo Gaston
Hugo Gaston (ur. 26 września 2000 w Tuluzie) – francuski tenisista, zwycięzca juniorskiego Australian Open 2018 w grze podwójnej.

## Kariera tenisowa
W 2018 roku, startując w parze z Clémentem Taburem, zwyciężył w juniorskim turnieju wielkoszlemowym Australian Open. W finale francuska para pokonała duet Rudolf Molleker-Henri Squire 6:2, 6:2.
W tym samym roku podczas igrzysk olimpijskich młodzieży w Buenos Aires wywalczył złoty medal w grze pojedynczej, w finale pokonując Facundo Díaza Acostę 6:4, 7:5. Ponadto podczas tej imprezy wywalczył również brązowy medal w grze podwójnej, startując w parze z Clémentem Taburem.
W zawodach cyklu ATP Tour w grze pojedynczej osiągnął jeden turniejowy finał. W karierze zwyciężył też w trzech turniejach cyklu ATP Challenger Tour w grze pojedynczej, a także w czterech singlowych oraz dwóch deblowych turniejach rangi ITF.
W 2020 roku podczas Australian Open zadebiutował w turnieju głównym Wielkiego Szlema. Startując wówczas z dziką kartą, odpadł w pierwszej rundzie, przegrywając z Jaume Munarem. W tym samym sezonie dotarł do czwartej rundy French Open, w której przegrał z Dominicem Thiemem, po drodze eliminując Maxime’a Janviera, Yoshihito Nishiokę oraz Stana Wawrinkę.
W rankingu gry pojedynczej najwyżej był na 58. miejscu (11 lipca 2022), a w klasyfikacji gry podwójnej na 220. pozycji (16 maja 2022).

### Finały w turniejach ATP Tour
| Legenda                                      |
| -------------------------------------------- |
| Wielki Szlem                                 |
| Igrzyska olimpijskie                         |
| Tennis Masters Cup / ATP Finals              |
| ATP Masters Series / ATP Tour Masters 1000   |
| ATP International Series Gold / ATP Tour 500 |
| ATP International Series / ATP Tour 250      |

#### Gra pojedyncza (0–2)
| Końcowy wynik | Nr | Data          | Turniej   | Nawierzchnia | Przeciwnik        | Wynik finału |
| ------------- | -- | ------------- | --------- | ------------ | ----------------- | ------------ |
| Finalista     | 1. | 25 lipca 2021 | Gstaad    | Ceglana      | Casper Ruud       | 3:6, 2:6     |
| Finalista     | 2. | 27 lipca 2024 | Kitzbühel | Ceglana      | Matteo Berrettini | 5:7, 3:6     |

### Finały juniorskich turniejów wielkoszlemowych

#### Gra podwójna (1–0)
| Końcowy wynik | Nr | Data             | Turniej                    | Nawierzchnia | Partner       | Przeciwnicy                  | Wynik finału |
| ------------- | -- | ---------------- | -------------------------- | ------------ | ------------- | ---------------------------- | ------------ |
| Zwycięzca     | 1. | 27 stycznia 2018 | Australian Open, Melbourne | Twarda       | Clément Tabur | Rudolf Molleker Henri Squire | 6:2, 6:2     |